# Lepidodendraceae
Die Lepidodendraceae sind eine Familie vorwiegend baumförmig wachsender, ausgestorbener Bärlapppflanzen, die im Karbon die Steinkohle-Sümpfe bildeten. Ihre Vertreter werden auch als Schuppenbäume bezeichnet.

## Merkmale
Die kennzeichnenden Merkmale (Synapomorphien), die die Lepidodendraceae von den anderen Familien unterscheiden, sind bilateral abgeflachte Megasporangien, die sich distal öffnen. Mit manchen anderen Vertretern teilen sie einen komplexen Ring an den Mikrosporen und dicht granulierte Mikrosporen. 
Lässt man die vielfach vereinfachte Form von Hizemodendron außer Betracht, ergeben sich für die restlichen, baumförmigen Vertreter der Familie folgende weitere Merkmale: Als Synapomorphien besitzen sie einen Parichnos unterhalb des Blattes, der unter der Blattnarbe sichtbar ist. Das Periderm in der Achse ist massiv und besitzt zwei bis drei unterscheidbare Zonen. Weitere, mit manchen anderen Vertretern der Ordnung geteilte Merkmale  sind: „harziges“ Periderm; das Verhältnis Höhe:Breite der Blattnarben ist 1:1 oder geringer; das Leitbündel des Blattes ist dorsiventral abgeflacht; an der abaxialen Seite der Blätter gibt es paarige Gruben. 
Für die mit den Diaphorodendraceae weitgehend geteilten Merkmale siehe Lepidodendrales#Merkmale.

## Systematik
Die Lepidodendraceae sind die Schwestergruppe der Diaphorodendraceae und bilden mit diesen zusammen die sogenannten „Schuppenbäume“, nach den schuppenförmigen Blattnarben. Zur Familie werden nach DiMichele und Bateman (1996) folgende Gattungen gezählt:

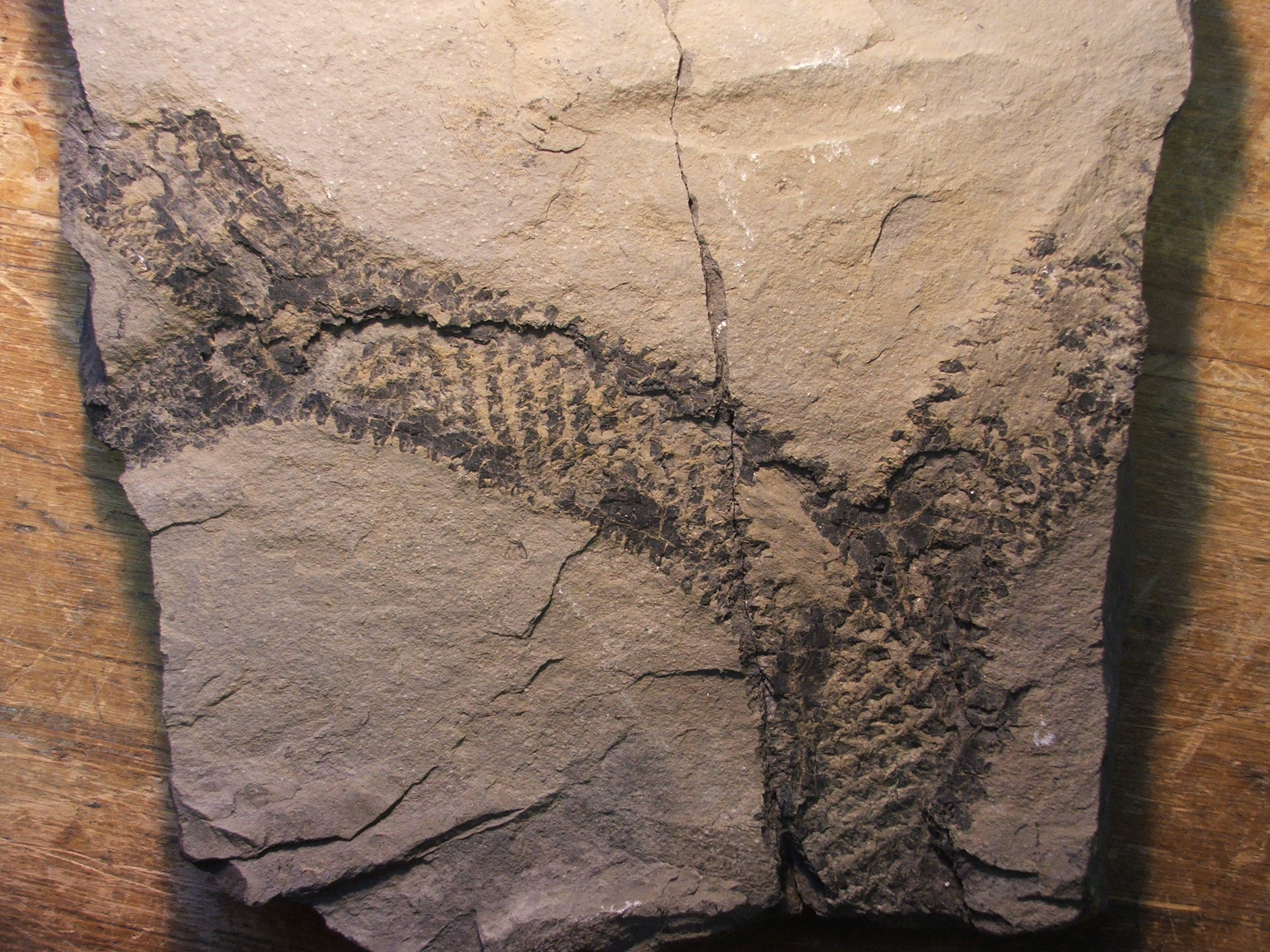
Lepidophloios

- Hizemodendron
- Lepidodendron
- Lepidophloios
- Sublepidophloios

## Belege
- William A. DiMichele, Richard M. Bateman: The Rhizomorphic Lycopsids: A Case-Study in Paleobotanical Classification. Systematic Botany, 1996, Band 21, S. 535–552.
- Thomas N. Taylor, Edith L. Taylor, Michael Krings: Paleobotany. The Biology and Evolution of Fossil Plants. Second Edition, Academic Press 2009, ISBN 978-0-12-373972-8. S. 279–309.